# Michael Pipoquinha
Michael Pipoquinha (* 1996 in Limoeiro do Norte) ist ein brasilianischer E-Bassist. 

## Leben und Wirken
Pipoquinha stammt aus einer Familie von Musikern; sein Vater ist gleichfalls Bassist. Er erhielt mit zehn Jahren ersten Gitarrenunterricht. Doch sein musikalisches Können eignete er sich weitgehend über Videos und Online-Tutorials an. Bereits mit 13 Jahren veröffentlichte er im Internet eigene Videos auf der Bassgitarre.
2012 schloss Pipoquinha sich der Modern-Jazz-Band BR Trio an und trat in Südamerika auf diversen Festivals auf. 2015 konzertierte er in Köln (neben Jacob Collier und Chris Mehler) mit der WDR Big Band. 2020 war er mit dem Akkordeonisten Douglas Marcolino und dem Schlagzeuger Matheus Jardim auf Europatournee, um sein Album Lua (2017) vorzustellen. Mehrfach wurde er von der Latvian Radio Big Band zu Konzerten eingeladen, beispielsweise mit Maria Mendes. Mit dem Gitarristen Pedro Martins, mit dem er bereits beim Choro Jazz Festival 2016 aufgetreten war, spielte er das Duo-Album Cumplicidade (2020) ein, an dem als Gäste Toninho Horta und Mônica Salmaso beteiligt sind.